# وارلا
وارلا یک نام خانوادگی اسپانیایی و پرتغالی با ریشهٔ گالیسی است. افراد سرشناس با این نام خانوادگی شامل موارد زیر هستند:
- آبدولیو وارلا (۱۹۱۷–۱۹۹۶)، بازیکن فوتبال اهل اروگوئه
- آلن وارلا (زادهٔ ۲۰۰۱)، بازیکن فوتبال اهل آرژانتین
- آمانسیو آمارو، با نام کامل آمانسیو آمارو وارلا (زادهٔ ۱۹۳۹)، بازیکن فوتبال اهل اسپانیا
- ادیلسون تاوارس وارلا (زادهٔ ۱۹۸۸)، بازیکن فوتبال
- الخاندرو وارلا (زادهٔ ۱۹۷۹)، بازیکن فوتبال اهل اسپانیا
- خوان کارلوس وارلا (زادهٔ ۱۹۶۳)، رئیس‌جمهور پاناما
- سیلوستره وارلا (زادهٔ ۱۹۸۵)، بازیکن فوتبال اهل پرتغال
- فدریکو وارلا (زادهٔ ۱۹۹۶)، بازیکن فوتبال اهل آرژانتین
- گوستاوو وارلا (زادهٔ ۱۹۷۸)، بازیکن فوتبال اهل اروگوئه
- گیلرمو وارلا (زادهٔ ۱۹۹۳)، بازیکن فوتبال اهل اروگوئه
- لئونور وارلا (زادهٔ ۱۹۷۲)، بازیگر زن اهل شیلی
- ماتیاس وارلا (زادهٔ ۱۹۸۰)، بازیگر اهل سوئد
- یان بارتلمی، با نام کامل یان بارتلمی وارلا (زادهٔ ۱۹۸۰)، بوکسور اهل کوبا